# Galumna nodula
Galumna nodula är en kvalsterart som beskrevs av Nevin 1974. Galumna nodula ingår i släktet Galumna och familjen Galumnidae. Inga underarter finns listade i Catalogue of Life.